# Lamarck-Caulaincourt
Lamarck-Caulaincourt è una stazione della linea 12 della metropolitana di Parigi.

## La stazione
La stazione venne aperta il 31 ottobre 1912. Nel quadro del rinnovamento della Metropolitana di Parigi, la RATP ha deciso di ristrutturare la stazione di Lamark-Caulaincourt chiudendola al pubblico per lavori da 27 marzo al 16 giugno 2006. I lavori hanno comportato miglioramenti all'insieme della stazione ad eccezione dei marciapiedi che erano stati rifatti fra il 2000 ed il 2001.

### Origine del nome
All'inizio si pensò di dedicare la stazione a Constantin Pecqueur, il nome divenne Lamarck, quindi Lamarck (Caulaincourt) fino ad assumere il nome definitivo di Lamarck - Caulaincourt. Sui marciapiedi le targhe riportano soltanto il nome Lamarck.
Essa è dedicata a Jean-Baptiste Pierre de Monet, cavaliere di Lamarck (Bazentin, Somme 1744- Parigi 1829), professore di zoologia degli invertebrati, definì una teoria sull'evoluzione degli esseri viventi nei trattati Philosophie zoologique e Histoire naturelle des animaux sans vertèbres.
Il secondo nome ricorda il marchese Armand de Caulaincourt (1772-1827) che fu generale e ambasciatore in Russia dal 1807 al 1811. In seguito divenne ministro degli Affari Esteri dal 1813 al 1814

### Accessi
La stazione Lamarck-Caulaincourt ha un ingresso molto pittoresco (che si vede nel film Il favoloso mondo di Amélie ma rappresentato alla fine di rue des Martyrs, dove in realtà si trova la stazione Blanche) contornato da due scale che conducono verso la cima della butte Montmartre. I marciapiedi si trovano 25 metri sotto l'entrata, e si raggiungono a mezzo di un ascensore o di una scala a chiocciola.
- 53, rue Lamarck

## Interscambi
- Bus RATP